# ヴァシーリー・ミハイロヴィチ
ヴァシーリー・ミハイロヴィチ（ロシア語: Василий Михаилович, 1304年頃 - 1368年）は、トヴェリ大公（在位：1349年 - 1368年）、父はウラジーミル大公にしてトヴェリ大公のミハイル・ヤロスラヴィチ、母はロストフ公の娘アンナ・ドミトリエヴナ。ブリャンスク公女エレーナ（イヴァン・アレクサンドロヴィチの娘）との間に息子ヴァシーリーとミハイルがいる。
トヴェリ公国はこの頃から兄弟公の間で分割され、その各々が分領（カシン、ホルム、ミクリン、ドロゴブシ）を形成し始める。その結果、13世紀後半、また14世紀初頭ほどの大きな役割をロシア史において演じることがなくなっていく。

## 事跡
- 1318年、父ミハイルの最後のハン国行きにネルリ川まで随行。
- 1319年に帰還した父の遺骸に対面。
- 1327年のハン国によるトヴェリ攻撃の歳に母と共にラドガに待避。1328年に帰還。
- 1339年には兄アレクサンドルのハン国行きに「スヴャトスラフの野」まで随行。
- 1340年にペレヤスラヴリ・ザレスキーにて兄の遺骸と対面。
- 1345年の兄コンスタンチンの死後、トヴェリ公の第一候補になる。1346年にはハン国に行き、その認可を得ようとする。
- 1347年にハンは、甥のフセヴォロドをトヴェリ公とする裁定を下すが、ヴァシーリーは折れずに公位を彼と争い続ける。
- 1349年に、トヴェリ主教フョードルの仲裁で、ヴァシーリーがトヴェリ公になる。甥フセヴォロドと共同統治。1351年にはハン国から正式にヤルルィクを得た。
- 1352年にはフセヴォロドと不和に。1353年にはモスクワのセミョン大公の寡婦マリヤの後見人になる。
- 1356年にはフセヴォロドが府主教アレクシーを通じてヴァシーリーと和解しようと試みるが、成功せず。
- 1368年にカシンで死去。